# Becca Longo
Rebecca Longo, més coneguda com a Becca Longo, (Chandler, 17 de març de 1999) és una jugadora de futbol americà en la posició de xutadora (kicker). Esdevingué la primera dona a guanyar una beca de futbol americà a una escola de l'NCAA del nivell de la Divisió II o superior quan signà una carta d'intencions amb la Adams State University Grizzlies.
Nascuda el 17 de març de 1999 a la localitat de Chandler, a l'estat d'Arizona, assistí a l'Institut Basha i començà a jugar competitivament a futbol americà durant el seu segon any d'estudis. L'any 2014, fou una xutadora universitària júnior a Queen Creek High, a Arizona, però després de fitxar pel Basha High es veié forçada a no participar durant el seu any de júnior. En el seu darrer any a l'institut, convertí 35 punts extres d'un total de 38 xuts i triomfà en el seu intent de xut a pals des de 30 iardes. No s'encarregà de gestionar les responsabilitats de xut. En aquella temporada tingué unes característiques de 180 centímetres d'alçada i 64 quilograms.
Després d'un any amb la participació suspesa, i una lesió al turmell durant la temporada de 2018 abandonà l'Adams State University Grizzlies i anuncià a través de les seves xarxes socials que desitjava "perseguir altres oportunitats" presumptament en altres universitats. El setembre de 2019 anuncià que fitxà pels Gila River Hawks de la Conferència Atlètica Universitària Hohokam Júnior, recentment creada per 5 equips. En el seu primer partit, el segon de la temporada, aconseguí un 3-per-6 en PATs i anotà un intent de xut des de 22 iardes.